# It All Starts Here…
Az It All Starts Here… Jem walesi énekesnő első középlemeze. 2003-ban jelent meg. Öt olyan dal található rajta, ami szerepelt Jem egy évvel később megjelent első stúdióalbumán, a Finally Wokenen. A borítón Jem nővérének, Chloénak a fényképe látható.

## Számlista
| #  | Cím                            | Szerzők                      | Hossz |
| -- | ------------------------------ | ---------------------------- | ----- |
| 1. | They                           | Jemma Griffiths, G. Young    | 3:16  |
| 2. | Come on Closer                 | Griffiths, Young             | 3:47  |
| 3. | Finally Woken                  | Griffiths                    | 3:58  |
| 4. | Just a Ride                    | Mike Caren, Griffiths        | 3:20  |
| 5. | Flying High (Acoustic version) | Griffiths, Paul Herman, Nevo |       |